# Shirtsville
Shirtsville var et dansk popband fra Aarhus, der blev etableret i 1986. Gruppen bestod af Jakob Meinert, Ole Grønne, Claus Kilpatrick og Jacob Eriksen, og har udgivet tre albums.
Shirtsville var nomineret til prisen for Årets Danske Gruppe ved Dansk Grammy i 1996.
I 2014 døde Eriksen af en blodprop i en alder af 48 år. Allerede i 2006 var han blev ramt af en blodprop i hjernen, der gjorde ham lam i den ene side, hvorfor han måtte opgive guitaren, og gik i stedet over til at spille klaver.

## Diskografi
- Girls the Deserve the Best (1992)
- The Great Indoors (1995)
- Shirtsville (1998)

Singler
- "Girls Deserve The Best" (1992)
- "Hole in your Heart" (1992)
- "Gun-Shy" (1994)
- "Shadow on your Skin" (1995)
- "The Big Dipper" (1995)
- "Inconvenience" (1998)
- "Teenagers in Love" (1998)
- "And I" (1998)